# Biegi narciarskie na Mistrzostwach Świata w Narciarstwie Klasycznym 2009 – sprint drużynowy techniką klasyczną kobiet
Sprint drużynowy kobiet techniką klasyczną był jedną z konkurencji XXXIV Mistrzostw Świata w Narciarstwie Klasycznym. Zawody odbyły się 25 lutego 2009 roku, a wygrała je reprezentacja Finlandii w składzie Aino-Kaisa Saarinen i Virpi Kuitunen, broniąc tym samym tytułu wywalczonego dwa lata wcześniej. Drugie miejsce zajęły Szwedki: Anna Olsson i Lina Andersson, a brązowy medal zdobyły Włoszki: Marianna Longa i Arianna Follis.

## Rezultaty
| Miejsce | Numer | Państwo           | Zawodniczki                                         | Czas     | Strata   |
| ------- | ----- | ----------------- | --------------------------------------------------- | -------- | -------- |
| 01 !    | 1     | Finlandia         | Aino-Kaisa Saarinen Virpi Kuitunen                  | 19:43,7  | —        |
| 02 !    | 3     | Szwecja           | Anna Olsson Lina Andersson                          | 20:03,7  | +20,0    |
| 03 !    | 2     | Włochy            | Marianna Longa Arianna Follis                       | 20:07,5  | +23,8    |
| 4       | 15    | Japonia           | Masako Ishida Madoka Natsumi                        | 20:08,9  | +25,2    |
| 5       | 12    | Norwegia          | Astrid Uhrenholdt Jacobsen Ingvild Flugstad Østberg | 20:31,4  | +47,7    |
| 6       | 13    | Kanada            | Sara Renner Perianne Jones                          | 20:47,3  | +1:03,6  |
| 7       | 4     | Niemcy            | Katrin Zeller Evi Sachenbacher-Stehle               | 20:51,7  | +1:08,0  |
| 8       | 16    | Kazachstan        | Oksana Jacka Swietłana Szyszkina                    | 20:52,8  | +1:09,1  |
| 9       | 7     | Czechy            | Ivana Janečková Kamila Rajdlová                     | 21:37,9  | +1:54,2  |
| —       | 10    | Rosja             | Jewgienija Szapowałowa Natalja Matwiejewa           | DSQ      | DSQ      |
| 10      | 6     | Stany Zjednoczone | Laura Valaas Kikkan Randall                         | Półfinał | Półfinał |
| 11      | 14    | Estonia           | Kaija Udras Kaili Sirge                             | Półfinał | Półfinał |
| 12      | 5     | Francja           | Aurore Cuinet Caroline Weibel                       | Półfinał | Półfinał |
| 13      | 17    | Chiny             | Man Dandan E Yingcui                                | Półfinał | Półfinał |
| 14      | 8     | Wielka Brytania   | Fiona Hughes Sarah Young                            | Półfinał | Półfinał |
| 15      | 9     | Kirgistan         | Olga Rieszetkowa Julija Zamiatina                   | Półfinał | Półfinał |
| —       | 11    | Słowenia          | Katja Višnar Vesna Fabjan                           | DNS      | DNS      |